# استفان هرناندز
استفان هرناندز (انگلیسی: Stéphane Hernandez؛ زادهٔ ۲۴ اوت ۱۹۷۹) بازیکن فوتبال اهل فرانسه است.
از باشگاه‌هایی که در آن بازی کرده‌است می‌توان به باشگاه فوتبال سن-اتین و باشگاه ورزشی آمیان اشاره کرد.